# Чешљарски занат у Србији
Чешљарски занат у Србији као један од настаријих веома тешких, прљавих и мукотрпних заната који је настао још у праисторији, почео је да се развија, и то у доста скромном облику, тек након ослобођења Србије од Османског царства с краја 19. века. По попису варошких занатлија и помоћника по окрузима у Србији од 1. децембра 1890. године, само у врањском и пиротском округу био је по један предузимач чешљар без помоћника.
До краја треће деценије 20. века чешљари у Србији су израђивали искључиво дворедне чешљеве, зване „вашљивци“, јер су осим за чешљање, коришћени и за ишчешљавање ваши из косе. Тридесетих година започета је производња једноредних мушких чешљева са ситним, крупним и комбинованим зупцима, а од 1941. чешљари производе чешљеве са дршком, шнале за косу, кашике за ципеле
и чешљеве за стоку од метала и дрвета. Неретко су од куване буковине, за потребе сеоског становништва, правили и дрвене чешљеве (зване „вашљивци“). 

## Историја
Чешаљ као предмет општа употребе намењен чешљању косе, једно је од најстаријих човекових оруђа. На Балканском полуострву током првог века предмете од костију израђивале су локалне радионице за потребе римских утврђења. У другом веку са процесом романизације балканског становништва јавиле су се и прве занатске радионице. У другој половини другог и првој половини трећег века косторезачке радионице доживљавају свој процват у Доњој Панонији и обе Мезије.
Малобројни чешљеви на простору Србије израђивани су од јелењег рога. Припадали типу троделних дворедих чешљева са равним краћим странама. Овај тип чешљева познат је још од касноантичког периода. Орнаментисане су само издужене правоугаоне плочице, спојнице чешља, али има и неорнаментисаних. Украшавани су линеарним орнаментом и мотивом окца који су изведени урезивањем. Једноставно украшен чешаљ познат нам је са Београдске тврђаве. У готово неизмењеном облику прављени су и коришћени током 9 – 11. века на географски широком простору Балканског полуострва.
Како је мали број чешљева пронађен у археолошким налазима на на локалитетима широм Србије, може сезакључити да су они прављени од дрвета. Плочице правоугаоног облика, неке од њих заобљених крајева вероватно су служиле за ојачавање појединих делова, или као оплате нама непознатих предмета. 
У средњем веку чешљарски занат међу Србима био је јако редак, као и друге занатске делатности, јер се све обављало у оквиру кућне, домаће радиности. На тај начин су се у једном насељу производили сви најнеопходнији предмети, а њихова функционалност, једноставност израде и избор лако доступне сировине, представљају одраз такве производње. Налази предмета од кости и рога указују да су поред земљорадње, која је била главно занимање становништва, сточарство и лов заузимали значајно место у привреди средњовековних насеља на територији данашње Србије, у периоду од 9 – 13. века.
Након ослобођења Србије од Турака, занати се еснафски уређују, али и поред тога чешљарски занат у Кнежевини а потом Краљевини Србији био је доста редак. Према статистичким подацима о варошким занатлијама и помоћницима у Србији од 1886. до 1900. године наводи се да је 1890. године радило само шест предузетника чешљара без помоћника, а 1900. године девет чешљара и осам помоћника, што говори да је овај занат на прелазу из деветнаестог у двадесети век био у лаганом успону. 
По попису становништва 1890. године, у Лесковцу је био један чешљар. Пре Првог светског рата 1914. године, у Лесковцу су овај занат обављала два чешљара који су поседовали моторне машине.Чешљарски занат у Нишу није евидентиран ни у једној еснафској и занатској књизи до Другог светског рата, што говори да га није ни било. Након рата кратко време овим занатом се у Нишу бавио чешљар Влада Хаџи Танчић.

Чешљарски занат у Србији је дошао преко мајстора из Македоније - Старе Србије, из Прилепа, који су се доселили у Лесковац 1872. године. То су била три брата Јован, Ђорђе и Димитрије Костић, која су: 
Исте године формирали чешљарску радионицу која је дуго успешно радила. Највећи успех у овом занату постигао је Димитрије, јер је чешљевима снабдевао српску војску. Да би подмирио потребе војске, морао је да ангажује једног мајстора из Македоније, са којим је ортачки
радио. Велика потражња чешљева је омогућила овим мајсторима да се брзо обогате, што је привукло ученике да се определе за изучавање овог заната
У Лесковцу су с почетка 20. века радиле три радионице чији су власници били Димитрије Костић, Тодор Стаменковић и Стеван Костић. Све до 1920. године, они су
обављали свој посао веома успешно, када им се придружио и Димитрије Настић. Године 1926. у Лесковцу је било регистровано седам чешљарских радионица.
Економска криза која је захватила Србију 40-тих година 20. века приморала је већину чешљара да затворе своје радионице. Пред почетак Другог светског рата прво је 1938. Лука Живковић отварио је своју радионицу, а потом су 1941. радионицу отворили Божидар Дамјановић и Сретен Стојковић, као ортаци. 
На простору Војводине 1932. године било је 14 чешљара и то углавном Немаца, јер су Немци са 25% становништва обављали око 70% заната. Они, као и остали чешљари на простору Србије, обављају овај занат до краја Другог светског рата. 

Након Другог светског рата чешљари, као и остале занатлије, у новим друштвено- економским околностима и даље су обављали самостално овај занат, или су га обављали у некој друштвеној фабрици. Педесетих година 20. века обнављено је неколико чешљарских радионица. Мешутим оне су убрзо под налетом јефтиних фабричких чешљева од пластике и каучука једва одржавале овај занат.
У Нишу, великом административном и привредном центру југа Србије, прва чешљарска занатска радња се отвара баш у то поратно време, када је народ изнурен глађу, болештинама и мукама сваке врсте током рата и после њега био нападнут вашима, којих су се људи ослобађали непрестаним чешљањем са густим чешљевима „вашљивцима“. Власник те прве занатске радње је био нишки чешљар Владимир Хаџи Танчић. Он је са ортаком Живојином Живковићем отворио 1948. године чешљарску радњу под пуним називом „Чешљарска радња Хаџи Танчић С. Владимира 1“ у лици Југовићевој 1б, која се налазила иза Правног факултета. У то поратно време, по казивању потомака, он је добро зарађивао од продаје чешљева „вашљиваца“. Заједничку чешљарску радњу са ортаком Живојином он је држао до 1961. године, када су били приморани да је затворе, због јефтиних, конкурентних, фабричких чешљева од каучука и пластике, на тржишту. Поред чешљева, они су задњих година производили и стоне лампе од рогова, и упркос томе једва опстајали.
Седамдесетих година двадесетог века на простору Србије био је један чешљарау Краљеву, један у Крагујевцу и четири у Лесковцу (Лука Живковић, Ђорђе Стојановић,
Костадин Митић и Божидар Дамјановић). Међу последњим мајсторима чешљарима у Лесковцу био је Драгослав Јовановић. Средином прве деценије 21. века, у Лесковцу су била жива три мајстора. 
Упркос свим тешкоћама које су овај занат пратиле, он се активно одржавао у Србији до краја 20. века, када је дефинитивно преста производња чешљева од рогова на традиционалан начин. Данас се израђују модерани фабрички чешљеви од пластичних и других материјала, а чешљеви од рогова и чешљарски занат су историјска прошлост.

## Чешљарска радионица и опрема
Радионице за израду чешљева широм Србије биле су скучене, слабо осветљене и прашњаве (једном речју хигијенски неусловне за рад). 
Обично су имале две радне просторије, а имућнији мајстори су имали и магацин за држање сировина уз радионицу. У просторији до дућана се радило на примитивним машинама. У одељењу до њега се налазило огњиште са оџаком уз зид, на коме су на ватри разгрејавани и исправљани пресовани рогови.  Магацин је морао да буде сув и проветрив, јер основна сировина – рогови, у влажним просторима, на сунцу и киши испуцају и постају неупотребљиви за рад.
| Назив алата        | Намена |
| ------------------ | --- |
| Тестере            | Су разноврсне, а користе су за пресецање рогова, и „зубљење“ чешљева. Од средине 20. века чешаљ је зубљен машинским путем.                                                                      |
| Тесле              | Користе се за грубо скидање површинског слоја рогова на пању. Постоје праве и накриве тесле. |
| Турпије            | Употребљавају се за оштрење алата (тестера и тесли) и за обраду врхова зубаца на чешљевима. |
| Косица             | Стара чешљарска алатка, полукружног облика, са оштрим сечивом на једној страни и двема дрвеним ручицама на крајевима, дужине око 30 цм, са којом се равнају чешљеви.                            |
| Белешка или мустра | Основни модели чешљева који се прецртавањем преносе на припремљене рожнате плоче. Израђиване су од дрвета до средине 20. века, када се појављују и металне, у различитим величинама и облицима. |
| Клешта             | Користе се за придржавање рогова при разгревању на ватри, бушењу и проширивању. Слична су ковачким клештима са којима се држи усијано гвожђе при ковању.                                        |
| Пањ                | Катко дрвено дебло, на коме је скидана спољна површина рога помоћу тесле и бушен и отваран разгрејани рог.                                                                                      |
| Омфлај             | Стара алатка за стругање рогова, коју је у 20. веку заменила машина. Примитивна дрвена направа са пљоснатим челичним зубима на проширеном делу, са којом се тешко радило.19                     |
| Гвоздени тучак     | Алатка дужине 54, а ширине 3 цм. Употребљава се за бушење и проширивање рогова, помоћу загрејаног усијног врха.                                                                                 |
| Стега              | Алатка којом су расечени и загрејани рогови стезани и исправљани између две даске. |
| Колан              | Дрвена алатка - даска дужине 1 метра и ширине 10 см, пресвучена тканином од кострети - козје длаке, на којој су на примитиван начин полирани - „гланцани“ чешљеви.                              |

## Набавка сировина
Основна сировина за израду чешљева били су рогови бивола, говечета, а ређе овнујски али и јелењи. До рогова за обраду и израду чешљева долазило се на на два начина:
- Сакупљањем рогова јелена, који отпадају сваке године, а израстају нови, са парошком више (када се приликом одбацивања рог одваја на месту између руже рога и педикла)
- Одсецањем рогова са главе убијених и угинулих животиња.[9]

За израду дуготрајних и јаки чешљева коришћени су рогови од бивољих рогова, и то од подгојене петогодишње стоке, која није везивана за рогове (јер су рогови везиване стоке имали прстенаста истањења и одбацивани су у шкарт).
Материјал за израду чешљева набављан је ђиром Србије али и на страним тржиштима. Главни набављачки центри рогова у Србији били су ајечар, Неготин, Крагујевац, Београд, Светозарево, Косово, Приштина, Бујановац, Ниш. Рогови доброг квалитета набављани су из Словеније, у Љубљани и Марибору, и из Осијека и других
градова у Хрватској. Словенци и Хрвати их нису продавали, него су их мењали за роговску струготину. Крајем 19. века, рогови су увожени из Бугарске у великим количнама, јер су били не само јефтини већ и квалитетни. Извесне количине рогова чешљари су набављали и код локалних кланичара и откупљивача коже. 
Тридесетих година 20. века један килограм рогова је продаван за 1-2,5 динара, а седамдесетих година од 500 до 700 динара. У Нишу су 1925. године рогови продавани на стовариштима у пару. Пар квалитетних је коштао око 2 динара, а остали 1 динар по килограму.

## Продаја чешљева
Мајстори чешљари су су своје радње за израду и продају чешљева означавали симболично, са паром великих рогова у излогу дућана или испред њега. Често су 
чешљеви израђивани и испоручивали купцу по наруџби или су појединачне примерке мајстори чешљари продавали у дућану и на пијацама (посебно за време
одржавања вашара широм Србије).
Малобројност чешљара у Србији утицала је на потражњу чешљева, па су тако Лесковачки мајстори били на гласу по производњи и продаји чешљева, али и по броју занатлија и занатских радњи, па су осим српског, подмиривали потребе и македонског тржишта. 

## Еснафска слава
Чешљарски еснаф је за свог патрона изабрао Светог Тому. Слава је слављена тако што тога дана, истоветно као и друге занатлије, чешљари нису радили тога дана, а уочи славе су палили свеће на машинама и алатима, пили и мезили у свечаној атмосфери радње. 
На сам дан славе, мајстори чешљри одлазили су у цркву на богослужење, а у поподневним сатима су отпочињали заједничко славље, које је уз пиће, јело и музику трајало до касно у ноћ.